# Букурешч
Букурешч (рум. Bucureșci) — село у повіті Хунедоара в Румунії. Адміністративний центр комуни Букурешч.
Село розташоване на відстані 312 км на північний захід від Бухареста, 27 км на північ від Деви, 89 км на південний захід від Клуж-Напоки, 135 км на схід від Тімішоари.

## Населення
За даними перепису населення 2002 року у селі проживали 676 осіб, з них 674 особи (99,7%) румунів. Рідною мовою 675 осіб (99,9%) назвали румунську.